# 2021年6月

## 6月1日
- 世界卫生组织宣布使用希腊字母命名严重急性呼吸综合征冠状病毒2变种病毒株[1]。
- 世界气象组织表示2020－2021年的拉尼娜现象已結束[2]。
- 乌干达交通部长卡通巴·瓦马拉（英语：Katumba Wamala）遭四名枪手行刺受傷，司机及女儿在事件中遇害[3]。
- 美国食品加工厂JBS USA（英语：JBS USA）遭遇大规模勒索软件攻击，需要临时暂停在美国、加拿大和澳大利亚的业务。白宫发言人卡琳·让-皮埃尔表示行动由俄罗斯发起，联邦调查局表示正在调查事件[4]。
- 中国报告首例甲型流感病毒H10N3亚型病例，患者位于江苏[5]。
- 澳大利亚、中国和美国的研究人员宣布在喜马拉雅山发现两种绒鼯鼠，一种是西藏羊绒鼯鼠（Eupetaurus tibetensis），一种是雪山羊绒鼯鼠（Eupetaurus nivamons）[6]。
- 邵逸夫奖基金会在香港公布2021年度邵逸夫奖获奖名单，3个奖项由5名科学家获得。[7]
- 香港政府公布電話卡實名登記制度最新安排，個人用戶最多可向每個電訊商登記10張儲值卡，企業用戶最多25張，預計2023年2月23日起全面實施。[8]
- 马来西亚就5月31日16架中国军机进入砂拉越对开海域的马来西亚海事管辖区，召见中国大使[9]。

## 6月2日
- 以色列國會選出艾萨克·赫尔佐格為下任以色列總統。[10]
- 以色列擁有未來領導人亚伊尔·拉皮德向總統鲁文·里夫林通報已成功組建新一屆政府。[11]
- 伊朗海軍哈爾克號補給艦在阿曼灣起火沉沒，事件中無人死亡。[12]
- 中国华为公司正式推出鸿蒙操作系统，以力求打破美国制裁的困境。[13]
- 新加坡籍X-Press珍珠號貨櫃船在斯里蘭卡西部可倫坡附近海域長時間失火後沉沒，洩漏的硝酸和石油引發大規模生態災難[14]。

## 6月3日
- 教宗方济各任命阿道夫·蒂托·伊拉纳（英语：Adolfo Tito Yllana）担任以色列和塞浦路斯的圣座大使，兼耶路撒冷和巴勒斯坦的圣座代表[15]。
- 挪威国防部召见美国驻挪威临时代办（英语：List of ambassadors of the United States to Norway）理查德·莱利（Richard Riley），抗议美国国家安全局监听挪威官员[16]。
- 美国总统乔·拜登签署行政令，禁止美国人投资中国广核集团等十多间中国公司及其子公司。禁令于8月2日生效，投资者有一年时间撤资[17]。
- 加拿大纪念印第安人寄宿学校遇难学生的全国真相与和解日获得英国女皇伊丽莎白二世御准[18]。

## 6月4日
- 尼日利亞政府表示已無限期暫停推特在境內營運。[19]
- 港版國安法實行後第一次維園六四燭光晚會，香港警察禁止燭光晚會及封鎖維多利亞公園。[20]
- 萨塞克斯公爵夫人梅根在美國加州誕下女兒莉莉貝特。[21]

## 6月5日
- 缅甸伊洛瓦底省和炯标镇（英语：Kyonpyaw）有示威者与军方爆发冲突，军方开枪打死20名示威者。与此同时，军政府首脑敏昂莱与东盟国家领导人商讨和平进程[22]。
- 布基納法索亞加省一個村莊遭到身份不明的武裝分子襲擊，造成至少160人喪生[23]。
- 七国集团财政部长达成一项协议，承诺将全球公司税税率定为不少于15%，以免为大型跨国公司提供避税天堂[24]。
- 墨西哥科阿韋拉州穆斯基兹市（英语：Múzquiz Municipality）有煤矿坍塌，7名矿工被困[25]。
- 匈牙利首都布达佩斯民众抗议中国复旦大学在当地设立分校的计划，市长卡拉松尼·盖尔盖伊宣布将校址附近的四条道路更名为“光复香港道”、“达赖喇嘛道”、“维吾尔烈士径”和“谢仕光主教道”[26]。
- 中國大陸江浙地方獨立學院的學生發起反獨立學院改制運動，爆發警民衝突[27]。

## 6月6日
- 2021年秘魯總統選舉進行第二輪投票。[28]
- 墨西哥舉行中期選舉（英语：2021 Mexican legislative election）。[29]
- 德國萨克森-安哈尔特州舉行州議會選舉（英语：2021 Saxony-Anhalt state election）。[30]
- 加拿大安大略省倫敦市發生卡车攻击事件，造成一個穆斯林家庭四死一傷，一名20歲疑犯被捕。[31]

## 6月7日
- 巴基斯坦信德省發生列車相撞事故，造成至少40人喪生。[32]
- 美國食品藥品管理局有條件批准用於減緩阿茲海默症惡化的新藥Aducanumab上市。[33]
- 南非一名37歲女子據報誕下十胞胎。[34]（6月下旬發表的一項官方調查證實此消息不實，而且該名女子近期並無懷孕。[35]）

## 6月8日
- 萨尔瓦多立法议会以62票支持通過把比特币列為法定貨幣的法案。該法案將於在官方公報刊登的90天後生效。[36]

## 6月9日
- 南韓光州發生拆遷樓倒塌，活埋旁邊公车，車內9死8重傷。
- 2021年蒙古國總統選舉進行投票。[37]
- 莫斯科市法院判定阿列克谢·阿纳托利耶维奇·纳瓦利内創建的反腐败基金会為極端主義組織，並下令即時取締。[38]

## 6月10日
- 中华人民共和国第十三届全国人民代表大会常务委员会表決通過多項重要法案，包括《反外國制裁法》、《數據安全法》、《海南自由貿易港法》等等。[39]
- 朱诺号航天器成功飞掠木卫三。[40]

## 6月11日
- 因COVID-19疫情而延期的2020年歐洲足球錦標賽揭幕。[41]
- 第47屆七大工業國組織會議在英国康沃尔郡开幕。[42]

## 6月12日
- 佩德罗·卡斯蒂略贏得2021年秘鲁大选，候選人藤森惠子聲稱選舉有「系統性舞弊」並發起抗議，但沒有給出證據。[43]
- 2021年阿爾及利亞議會選舉進行投票。[44]

## 6月13日
- 湖北省十堰市张湾区艳湖社区集贸市场发生爆炸，已造成25人死亡，37人重伤。[45][46]
- 以色列在野黨新右翼黨魁納夫塔利·貝內特贏得議會信任票就任總理，擊敗連續執政12年的本雅明·内塔尼亚胡。[47]
- 瑞士的《二氧化碳法修订版》在公投中被否決。[48]
- 第47屆七會議結束，聯合公報首度談及台海和平重要性。[49]
- 2021年美洲國家盃揭幕。

## 6月14日
- CNN报道广东台山核电站侦测到轻微核洩漏。[50]

## 6月15日
- 美国和欧盟领导人就持续17年的飞机制造商补贴的贸易纠纷达成為期5年的休战协议。[51]

## 6月16日
- 2021年俄美峰会在瑞士日內瓦舉行。[52]

## 6月17日
- 神舟十二号载人飞船于酒泉卫星发射中心发射并成功进入预定轨道。[53]
- 美国总统乔·拜登签署法案，将每年6月19日定为联邦假日“六月节全国独立日”。[54]
- 著名翻译家许渊冲逝世，享年100岁。

## 6月18日
- 2021年伊朗總統選舉進行投票。[55]

## 6月20日
- 2021年亞美尼亞議會選舉進行投票。[56]
- 民間人權陣線宣佈因應港區國安法通過而不申辦2021年香港七一遊行，為自2003年以來首次。[57]0

## 6月21日
- 2021年埃塞俄比亞大選進行投票。[58]
- 瑞典議會以181票支持通過對首相斯特凡·勒文的不信任投票。[59]
- 尼科尔·帕希尼扬领导执政的公民合约党在亚美尼亚议会选举中赢得了国民议会的大多数席位。[60]

## 6月22日
- 美国司法部證實美國當局已沒收數十個與伊朗有關連的美國域名。[61]
- 埃塞俄比亞軍機空襲提格雷州的多哥加鎮，據報造成至少80人喪生。[62][63]

## 6月23日
- 在保安局凍結壹傳媒旗下三間公司的資產後，已有26年歷史的香港主流泛民主派報章《蘋果日報》宣佈停刊[64]。
- 9名先前被判囚的加泰羅尼亞分離主義者在獲得西班牙當局有條件特赦後離開監獄。[65]

## 6月24日
- 菲律宾前总统贝尼格诺·阿基诺三世在马尼拉病逝，享年61岁。[66]
- 微軟發表新一代Windows作業系統Windows 11。[67]
- 聯合國毒品和犯罪問題辦公室發佈《2021年世界毒品報告》。[68]
- 美國佛羅里達州迈阿密郊區瑟夫賽德一幢12層高的公寓大樓部分倒塌，造成至少24人喪生，過百人下落不明。[69][70]
- 當地時間24日，科韦塞斯第一民族政府舉行新聞發佈會，宣佈在其領地範圍內於1997年關閉的玛丽瓦尔印第安寄宿学校遺址處發現先前未知的大型墳場，埋葬有命喪寄宿学校的751名土著孩童遺骨。[71]

## 6月25日
- 西藏拉萨至林芝的拉林铁路正式开通运营，实现了复兴号动车组对中国大陆最后一个省级行政区的覆盖。[72]
- 美国國家情報總監办公室公开發佈一份对“不明空中现象”的初步评估报告。报告没有正面证实或否认军方近年来观测到的不明空中物体现象是否是外星飞行器。[73]
- 美國明尼蘇達州法庭判處謀殺的前警官德里克·肖萬22.5年監禁[74]。
- 古生物学家季强为首的研究团队在对一枚哈尔滨出土的中更新世古人类头骨化石进行研究后宣布，他们发现人属的一个新人种龙人。[75]
- 中国海油为开发海南岛附近的深海一号大气田而定制的深海一号能源站正式投产，该能源站为全球首座十万吨级深水半潜式生产储油平台。[76]

## 6月26日
- 萨义德·贾维德接替因丑闻辞职的马特·汉考克担任英国卫生大臣。[77]
- 土耳其總統雷傑普·塔伊普·艾爾多安宣布正式啟動連結黑海至的運河興建計劃[78]。

## 6月27日
- 德國運動員蒂莫·波爾和派翠莎·索爾佳分別在2020年歐洲乒乓球錦標賽贏得男子單打與女子單打冠軍[79]。

## 6月28日
- 提格雷國防軍從埃塞俄比亞聯邦軍隊手上奪回提格雷州首府默克萊。[80]
- 在提格雷人民解放陣線掌控更多領土後，埃塞俄比亚政府宣布在武裝衝突頻傳的單方面停火[81]。
- 美國跨欄運動員悉妮·麦克劳克林在夏季奧林匹克運動會代表團選拔賽400公尺跨欄項目創下51秒90的世界紀錄[82]。
- 美國智庫哈德遜研究所活動中，日本防衛副大臣中山泰秀质疑日本、美国等多国政府自1970年代开始奉行的一个中国政策。他警告中國與俄羅斯之間合作所構成的威脅與日俱增。有必要對北京向台灣的施壓「覺醒」。同时，民主國家必須互相保護。「所以台灣[中华民国]作為一個民主國家，我們必須加以保護。」[83][84]。

香港黑色暴雨

## 6月29日
- 中國外交部發言人汪文斌针对日本防衛副大臣中山泰秀在28日发表的言论，說「中方對日本政府高官發表錯誤言論表示強烈不滿，已經向日方提出了嚴正交涉」。他表示，日本个别政客无视中国和平发展事实，无理指责中国经济社会发展包括正常的国防建设，渲染所谓“中国威胁”，公然挑动大国对抗，为曾犯下军国主义侵略罪行的日本搞军事松绑找借口，居心险恶，极其不负责任，也十分危险[85]。他說，「將台灣[中华民国]稱為所謂『國家』，嚴重違反『中日聯合聲明』等4個政治文件的原則，嚴重違背日方迄今多次作出的不將台灣視為國家的鄭重承諾」[84]，中方要求日本政府就此作出明确澄清，确保不再发生此类情况[85]。

## 6月30日
- 南非前总统雅各布·祖马因藐视法庭被判处15个月监禁。[86]
- 中国政府因日本防衛副大臣中山泰秀的言论进行交涉。中國外交部要求日本政府作出明確的澄清。日本政府發言人、內閣官房長官加藤勝信在例行記者會上表示，這是中山泰秀個人的想法[84]。
- 2021年北美西部熱浪：加拿大不列颠哥伦比亚省首席验尸官表示该省在過去5天有至少486人突然死亡，是過往通常數字的將近3倍。[87]